# 朱其华
朱其华（1907年－1945年），浙江海宁人。又名朱新繁，朱心凡，笔名李昂、柳宁等。早期中共党员，中国著名托派，社会史学者。

## 生平事迹
自1920年代开始活跃在中国政治舞台上，参加过中共一大，黄埔军校、北伐战争和八一南昌起义。30年代和陶希圣发起社会学史论战，成中共党内十大托派之一，是新思潮派的思想的一个代表人物。著有《红色舞台》、《一九二七年底回忆》、《中国农村经济关系及其特质》等书，1945年被胡宗南在西安枪毙，其政治身份不明。
其子朱蓬蓬，网络杂文作家，曾因为出身问题在文革期间受政治迫害，出狱后长期走访，为朱其华的身份撰文呐喊。